# Östertjärnen (Ytterhogdals socken, Hälsingland, 688932-146752)
Östertjärnen är en sjö i Härjedalens kommun i Hälsingland och ingår i Ljungans huvudavrinningsområde. Sjön är 6,5 meter djup, har en yta på 0,664 kvadratkilometer och befinner sig 271,4 meter över havet. Sjön avvattnas av vattendraget Känneån.

## Delavrinningsområde
Östertjärnen ingår i det delavrinningsområde (688907-146856) som SMHI kallar för Utloppet av Östertjärnen. Medelhöjden är 340 meter över havet och ytan är 5,44 kvadratkilometer. Det finns ett avrinningsområde uppströms, och räknas det in blir den ackumulerade arean 16,74 kvadratkilometer. Känneån som avvattnar avrinningsområdet har biflödesordning 3, vilket innebär att vattnet flödar genom totalt 3 vattendrag innan det når havet efter 187 kilometer. Avrinningsområdet består mestadels av skog (81 procent). Avrinningsområdet har 0,65 kvadratkilometer vattenytor vilket ger det en sjöprocent på 12 procent.